# ماتياس وارد
ماتياس وارد (بالإنجليزية: Matthias Ward)‏ هو محامي وسياسي أمريكي، ولد في 13 أكتوبر 1805 في مقاطعة إلبرت في الولايات المتحدة، وتوفي في 5 أكتوبر 1861 في رالي في الولايات المتحدة. حزبياً، نشط في الحزب الديمقراطي. وقد انتخب عضو مجلس ولاية تكساس وانتخب عضو مجلس الشيوخ الأمريكي.